# Meurtre d'Appin

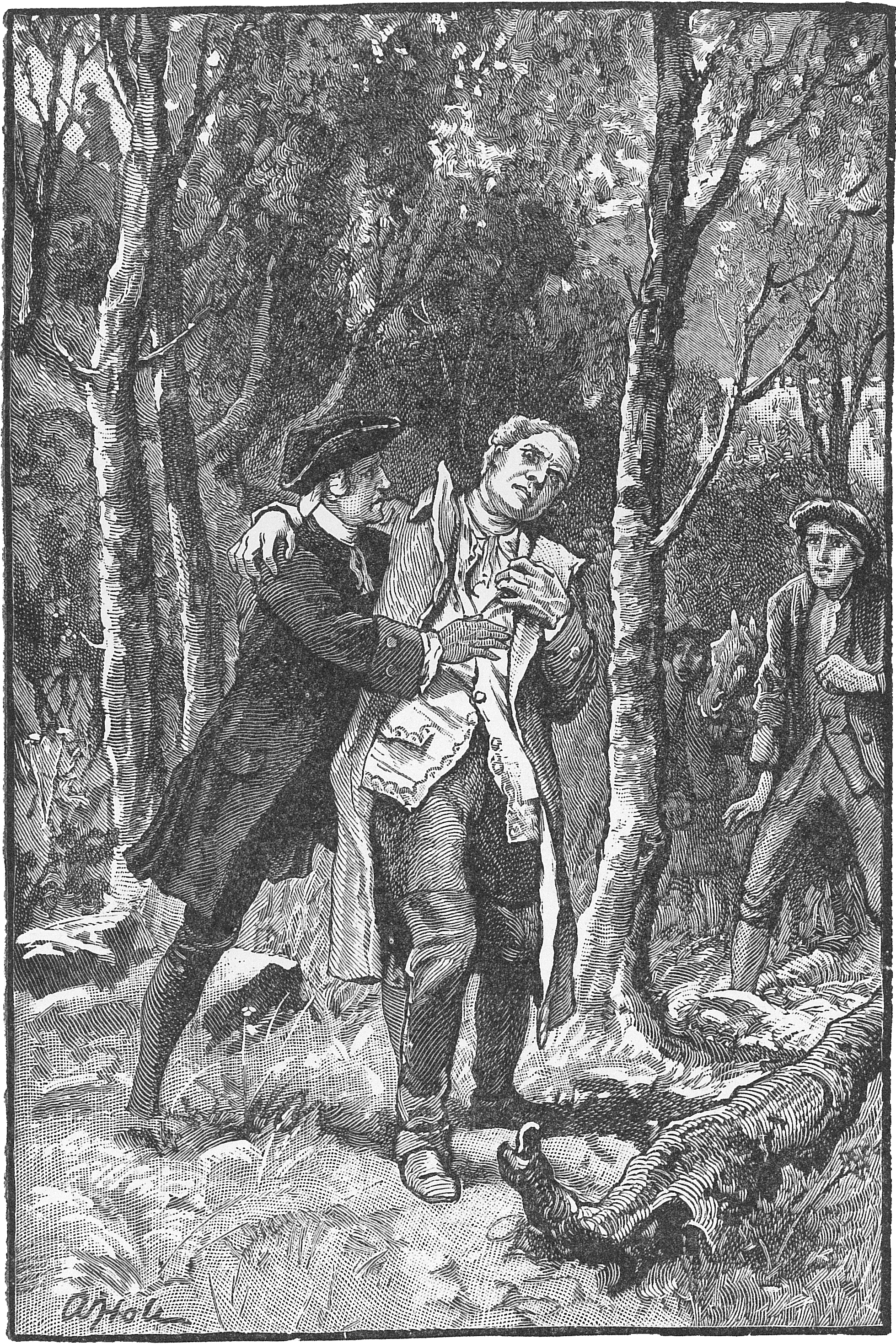
Illustration du meurtre d'Appin dans Enlevé ! par William Hole

Le meurtre d'Appin désigne un événement survenu au milieu du XVIIIe siècle en Écosse dans le district d'Appin.

## L'assassinat de Colin «Roy» Campbell
Le 14 mai 1752, un convoi formé de quatre hommes traverse le bois de Lettermore, en bordure du Loch Linnhe sur le chemin qui mène de Ballachulish à Kentallen, au nord du district d'Appin.
Trois de ces hommes sont à cheval : le cavalier du milieu est Colin Campbell de Glenure.
Milieu de quarantaine, sa chevelure rousse, signe distinctif des Campbell, lui a valu le surnom de « Roy ».
Colin Roy est précédé par son propre neveu de 24 ans, Mungo Campbell, et suivi par un serviteur, John MacKenzie, qui ferme donc la marche.
Quant au quatrième homme, Donald Kennedy, il mène le groupe à pied.
Il est environ 17 heures 30 lorsque soudainement un coup de feu retentit : deux balles de mousquet viennent frapper le dos de Colin Campbell.
Son neveu Mungo, qui se trouvait alors à une bonne trentaine de mètres plus en avant, descend rapidement de cheval et accourt auprès de son oncle.
Tandis que ce dernier ne cesse de gémir : « Je suis mort », Mungo l'aide à descendre de sa monture, l'allonge sur le sol et commence à explorer les alentours à la recherche du tireur.
Il aperçoit un homme porteur d'une arme et vêtu de braies et d'un court manteau brun foncé, qui s'enfuit au sommet de la colline qui les domine.
De retour auprès de son oncle, Mungo ordonne à MacKenzie, le serviteur, de prendre le meilleur cheval et d'aller jusqu'à l'auberge de Kentallen, distante de quelques kilomètres, où il pourrait trouver quelques parents de Glenure que ce dernier devait rencontrer le soir-même.
Vers 18 heures, peu de temps après le départ de MacKenzie, Colin Campbell de Glenure rend l'âme.

## Stevenson et la fiction historique
C'est l'écrivain écossais Robert Louis Stevenson qui contribua à la popularisation de ce fait divers relativement obscur en publiant deux romans d'aventures, dont l'intrigue prend pour canevas les grandes lignes de cette affaire.
Ayant eu un temps pour projet en 1880 d'écrire un grand ouvrage historique sur les Highlands, il avait recueilli pendant l'année qui suivit, une importante documentation couvrant notamment les deux épisodes majeurs de l'histoire des Highlands que sont les soulèvements jacobites de 1715 et de 1745, ainsi que les bouleversements qui en découlèrent sur le mode de vie des highlanders.
C'est en compulsant cette documentation que Stevenson eut l'idée d'écrire sur le meurtre de Colin Campbell.

### Enlevé!
Dans le premier de ces romans, Enlevé ! (Kidnapped), publié en 1886, son jeune héros David Balfour, à la suite de multiples péripéties durant lesquelles il se lie d'amitié un fier highlander nommé Alan Breck Stewart, assiste tout à fait par hasard à l'assassinat de Colin Campbell.
Pris pour le complice du meurtrier, lui et Alan Breck s'enfuient et sont traqués à travers les Highlands.

### Catriona
Dans la suite de Kidnapped, Catriona (aussi connue sous le titre David Balfour), qui paraît en 1893, Stevenson met plus l'accent sur les suites judiciaires du meurtre d'Appin : David, en tant que témoin oculaire du meurtre de Glenure, est fermement résolu à se présenter au procès de James Stewart pour y témoigner en faveur de son innocence ainsi qu'en celle d'Alan Breck.
Mais l'affaire a revêtu une telle tournure politique qu'il échoue, en dépit de tous ses efforts, à empêcher la condamnation à mort de James Stewart.

## Sources
- (en) Seamus Carney, The Appin Murder — The Killing of the Red Fox, Birlinn Limited, 1994, 196 p. (ISBN 1-874744-21-1)